# Jacob Lundbergh
Adam Bernhard Jacob Lundbergh, född den 1 september 1828 i Stockholm, död den 7 november 1904 på samma ort, var en svensk fotograf. 
Jacob Lundbergh var son till rådmannen Bernhard Adam Lundberg och Anna Katarina Schéele och bror till operasångaren Bernhard Lundbergh. Han var verksam som fotograf under åren 1861-1872 och hade sin fotoateljé på Urvädersgränd 4 på Södermalm i Stockholm. Efter att ha avvecklat sin ateljé 1872 var han verksam som begravningsentreprenör. Jacob Lundbergh avbildade under sin tid som fotograf många av dåtidens skådespelare, sångare, regissörer och teaterledare.

## Galleri

### Fotografiska porträtt

Porträtt av teaterledaren Oscar Andersson 1861.
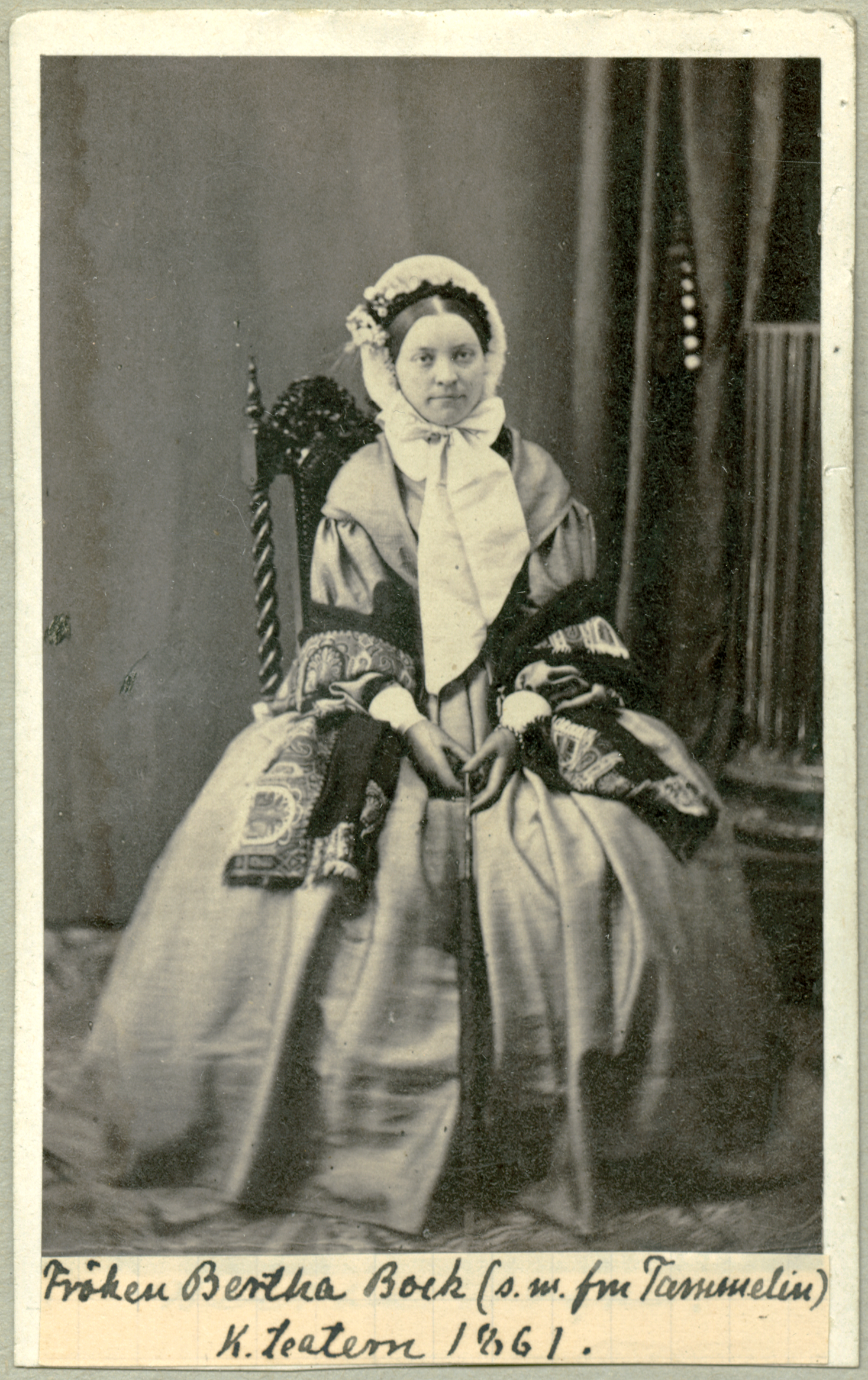
Porträtt av skådespelaren Bertha Bock 1861.
Porträtt av skådespelaren Victor Hartman 1862.
Porträtt av skådespelaren Louise Åhman 1862.
Porträtt av operasångaren Carl Johan Uddman 1865.

### Fotografiska rollporträtt

Elise Hwasser, skådespelare, som Puck i En midsommarnattsdröm, Kungliga teatern 1861.
Bernhard Lundbergh, operasångare, som Figaro i Figaros bröllop, Kungliga Operan 1865.
Gurli Hjortsberg, skådespelare och sångare, i titelrollen i Sköna Helena, Södra teatern 1865.
Victor Sandstedt, skådespelare och sångare, som Agamemnon i Sköna Helena, Kungliga Dramatiska teatern 1856.
Mathilda Hellberg, skådespelare, som Bekymrens fé i Bockfoten, Manegeteatern 1866.

### Mosaikbilder

Mosaikbild med svenska artister, tidigt 1860-tal.